# Guerra vándala (429-435)
La guerra vándala de los años 429 a 435 fue un conflicto bélico ocurrido en el Imperio romano occidental que enfrentó a los vándalos y alanos de la diócesis de Hispania contra el Imperio por el control de la diócesis de África.
Comenzó en la primavera del año 429 cuando, tras bastantes meses de preparativos, una masa humana de 80 000 individuos liderada por Genserico cruzó el estrecho de Gibraltar y sin oposición militar relevante, inició una marcha de casi 2000 km a lo largo de las provincias africanas durante la cual saquearon ciudades, asesinaron a buena cantidad de provincianos y violaron a religiosas de credo niceno. Para primavera del 430 habían llegado cerca de la ciudad de Hipona donde tuvieron la primera batalla importante contra el ejército romano comandado por Bonifacio y que se saldó con victoria de los invasores. Los supervivientes derrotados se refugiaron en la ciudad que fue sometida a un asedio de catorce meses sin que las tropas de Genserico pudieran tomarla.
Para entonces, los gobiernos oriental y occidental del Imperio romano habían organizado una expedición conjunta de socorro que arribó a Cartago en verano de 431 y se enfrentó, al poco, contra las tropas de Genserico quienes, de nuevo, obtuvieron una contundente victoria tras lo que el ejército romano se refugió en Cartago mientras que los vándalos y alanos se asentaron en Hipona donde establecieron su capital. Siguió un impasse de varios años durante los que los romanos carecieron de fuerza militar para volver a atacar a los invasores mientras que estos eran incapaces de asaltar Cartago hasta que, en 435, el peligro de una invasión de los hunos en el área del río Danubio hizo necesario el retorno del ejército oriental. Para ello, su líder Aspar acordó un tratado de paz con Genserico que le reconoció la posesión del territorio que ya controlaba su ejército y les dio el estatus de federados del Imperio occidental; a cambio, estos renunciaron a atacar el territorio romano remanente.

## Antecedentes

### Vándalos y alanos en Hispania
La campaña militar llevada a cabo por los visigodos entre 416 y 418 consiguió recuperar para el Imperio el control de casi toda la diócesis de Hispania a excepción de la provincia de Gallaecia donde quedaron arrinconados los pueblos invasores Esto tuvo, sin embargo, el resultado colateral de que tanto los vándalos silingos como los alanos se unieron a los vándalos asdingos y entre los tres pueblos formaron un grupo con una capacidad militar considerable que les permitió ocupar, otra vez en 420, la Bética. Este nuevo poder quedó de manifiesto cuando, en 422, infringieron una sonada derrota al ejército imperial enviado a Hispania para eliminarlos.
A raíz de la muerte de Honorio en 423, se desató una lucha por el poder dentro del Imperio romano que hizo posible a los vándalos actuar libremente en la Bética. Sin oposición militar significativa, entre 422 y 426 pudieron tomar importantes puertos en la costa mediterránea, en especial Cartagena, desde donde lanzaron incursiones de saqueo contra las islas Baleares y la provincia de Mauritania Tingitana que no fueron efectuadas con barcos de guerra sino con los de transporte existentes en las localidades costeras que controlaban. Estas acciones les permitieron dos cosas: por un lado, adquirieron una experiencia en la navegación marítima que posteriormente pudieron aprovechar para cruzar, con éxito, el estrecho de Gibraltar, por otro, les facilitó conocer el estado y capacidad de las defensas romanas en África. Parece, incluso, que llegaron a establecer una cabeza de puente en la citada Mauritania Tingitana.

### El Imperio occidental a finales de la década de 420

#### Situación general
En 418, Flavio Constancio había conseguido estabilizar el Imperio occidental y alcanzar un equilibrio con el que finalizó la gran crisis que lo había azotado desde el año 406. Esta situación se vino abajo al poco de su muerte en septiembre de 421 cuando, el siguiente 422, su principal cuerpo del ejército cayó a manos de los vándalos en la provincia de Bética y posteriormente, en 423, se desató una guerra civil tras la muerte de Honorio que enfrentó a Teodosio II, quien había quedado como emperador único e intentó gobernar todo el imperio desde Constantinopla, contra Juan a quién los altos funcionarios occidentales habían elevado como emperador propio. Tras finalizar esta contienda en 425, con la victoria de Teodosio, y durante los siguientes años, el Imperio occidental tuvo que hacer frente a ataques en la Galia por parte de visigodos (en 425) y francos ripuarios (en 426) mientras que el comandante supremo del ejército impuesto por Teodosio II, Félix, intentó centralizar el poder militar mediante la eliminación de Bonifacio, quien controlaba la diócesis de África, lo que dio lugar a otra guerra civil entre los años 427 y 428.

#### Situación en la diócesis de África
Como consecuencia de la crisis entre 406 y 418 el Imperio occidental había perdido la mitad de su ejército de campo y buena parte de los ingresos que provenían de Italia, Galia e Hispania. Aunque la diócesis de África no se había visto afectada por las invasiones, sí que lo fue militarmente por una de las tres guerras civiles que se libraron durante ese periodo: la que enfrentó a Heracliano y Flavio Constancio en el año 413 durante la que, el primero, invadió Italia con el ejército africano y fue masacrado en la batalla de Otricoli. Como la reconstrucción militar del Imperio tras 418 dio preferencia a la defensa de Italia y la Galia, los contingentes de África no tuvieron que ser repuestos a sus números originales y cuando Bonifacio se trasladó a esta diócesis en 422 tuvo que llevar consigo un ejército de bucelarios visigodos. El periodo entre 422 y 428 debilitó, aún más, a las fuerzas militares destinadas en África porque sufrieron tres veces los ataques del ejército italiano: en 424, enviado por Juan; en 427, enviado por Félix y nuevamente, junto a los visigodos, en 428, por iniciativa de Gala Placidia. De hecho, en esta última ocasión, Bonifacio tuvo que abandonar Cartago y recurrir a tácticas de guerrilla para defenderse.

## Desarrollo

### Preparación de la invasión y cruce del estrecho de Gibraltar

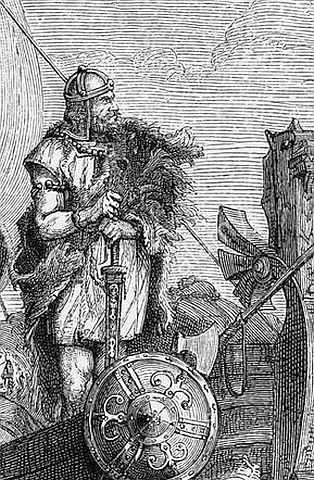
Representación de Genserico cruzando el estrecho de Gibraltar.

Las razones por las que los vándalos decidieron abandonar una región fértil como la Bética y acometer la invasión y conquista de la diócesis africana han sido objeto de debate historiográfico. Algunos historiadores siguen lo indicado por autores romano orientales que escribieron siglos después de los hechos y la basan en un acuerdo con Bonifacio para ayudarle en la guerra que mantenía contra el gobierno imperial mientras que otros señalan que ningún autor romano occidental contemporáneo recogió esta historia y defienden que los vándalos simplemente decidieron aprovechar la debilidad militar romana en África y la guerra civil en curso para hacerse con las ricas provincias africanas donde, además, pensaban que estaría más seguros frente a futuros ataques romanos.
El cruce del estrecho de Gibraltar era una operación compleja por lo que comenzó a prepararse entre los años 427 y 428. Se debió reunir una gran flota de pequeños barcos pesqueros y comerciales que pudiesen transportar a las personas, bagajes y los suministros necesarios además de organizar el abastecimiento de los que esperaban cruzar durante las semanas o incluso meses que necesitase la operación. Estas preparaciones no tuvieron que pasar desapercibidas por los romanos y se puede entender en este contexto la campaña que emprendieron los suevos contra los vándalos a inicios de 429 en la que atacaron Emerita Augusta y que parece realizada por encargo del gobierno de Rávena como contrapartida a la ayuda imperial prestada durante la guerra suevo-vándala en 420. Los ejércitos de ambos pueblos se enfrentaron cerca del río Guadiana con clara victoria vándala y el comandante suevo, Heremigario, murió ahogado en la huida.
Aunque los vándalos y alanos eran el elemento dominante, se estima que también se unieron a ellos contingentes godos, suevos y de desertores romanos. Juntos, formaban una masa humana de 80 000 almas de los que aproximadamente 20 000 de ellos eran guerreros; una fuerza militar similar a los ejércitos de campaña romanos y ante la que las mermadas fuerzas africanas poco podrían hacer. El cruce se efectuó en la primavera de 429 sin que ninguna flota romana interviniese para impedirlo de tal manera que en mayo quedó completado y los vándalos establecidos al otro lado del estrecho.

### La travesía por África
Desde el norte del actual Marruecos, probablemente alrededor de Ceuta, los invasores emprendieron su marcha de 2000 km hacia el este. Para ello, siguieron la ruta junto a la costa y primero tuvieron que atravesar 250 km de la semidesértica Mauritania Tingitana sin que las posibles tropas remanentes del comes Tingitaniae les hiciesen frente. Entraron, entonces, en la relativamente más próspera provincia de Mauritania Cesariense. Aquí encontraron las primeras ciudades importantes que, en caso de no estar amuralladas, fueron saqueadas sin piedad para abastecerse y se estima que atacaron Altava, Portus Magnus, Cartennae, Caesarea, Icosium y Auzia. Lo mismo ocurrió en la siguiente provincia de Mauritania Cesariense donde arremetieron contra su capital, Sitifis, sin que nada hiciesen los efectivos al mando del dux Mauretaniae encargados de proteger ambas provincias lo que hace ver que, o ya no existían, o quedaban muy pocos.
Los invasores extendieron el terror entre los habitantes de las provincias por donde pasaron, en especial, los religiosos de confesión católica nicena y quedó registro de como estos se dirigieron a San Agustín preguntándole si podían huir para salvar su vida o debían permanecer con los fieles y morir, además de las violaciones que sufrieron las religiosas. Los habitantes más acomodados fueron, igualmente, objetivo preferente lo que llevó a gran parte de ellos a abandonar su propiedades y huir a Italia.

### Bonifacio intenta detener a los invasores

Mapa de la guerra contra los vándalos de los años 429 a 435 con las zonas de control, movimientos y enfrentamientos armados.

En 430 los invasores atravesaron la provincia de Numidia y entraron en la rica África Proconsularis tras un largo año de marcha desde su desembarco en África debido a la lentitud de movimientos de esa masa humana y la necesidad de encontrar suministros. Allí se dividieron en varios grupos y saquearon las ciudades de Calama, Thagaste, Sicca y Thuburbo Maius. Incluso, intentaron tomar la ciudad de Cartago mediante un golpe de mano sorpresa que resultó un fracaso.
El comes Africae Bonifacio, para entonces, había reunido a las fuerzas que pudo: los remanentes del ejército africano, parte de las tropas italianas que se quedaron allí tras la reciente guerra civil y sus bucelarios visigodos. Con ellos se dirigió a buscar a los invasores quienes para presentar batalla se concentraron junto a Hipona.  Aunque la diferencia de efectivos de ambos ejércitos no era excesiva, las fuerzas de Genserico superaban en número a las de Bonifacio y lo que fue más determinante, eran guerreros más curtidos y experimentados que las tropas imperiales que tenían enfrente. La batalla se saldó con una clara victoria de los invasores y las fuerzas imperiales supervivientes se retiraron a Hipona.
Comenzó, entonces, el asedio de la ciudad por parte de los vándalos quienes tenían una capacidad limitada para asaltar las murallas y únicamente pudieron bloquearla. Sin embargo, Hipona disponía de buenos elementos defensivos y podía ser abastecida por mar lo que llevó a un largo cerco de catorce meses que agotó tanto a los sitiados como a los sitiadores y durante el cual murió San Agustín. En julio de 431 los invasores cesaron el asedio y tanto el ejército como los habitantes aprovecharon la ocasión para abandonar la ciudad y refugiarse en Cartago donde se esperaba la llegada de refuerzos.

### Intervención del Imperio oriental
Durante el asedio de Hipona quedó claro para el gobierno de Rávena la imposibilidad de Bonifacio para vencer a los vándalos con los medios que tenía y el peligro inminente que existía de perder el control de una diócesis vital tanto por los impuestos que aportaba como por el suministro de alimentos. Gala Placidia pidió, entonces, ayuda a su sobrino, el emperador oriental Teodosio II y su gobierno en Constantinopla estimó que, también para ellos, sería un peligro que los vándalos  conquistaran la diócesis africana porque, desde allí, podrían lanzar incursiones de saqueo contra su territorio. De esta manera, se organizó una doble expedición y una flota partió de Italia con fuerzas occidentales mientras que otra se dirigió desde Constantinopla con efectivos orientales al mando de Aspar. Ambas desembarcaron en Cartago durante el verano de 431 y se organizó un ejército conjunto con los efectivos supervivientes de Bonifacio. A inicios del siguiente 432 partieron para enfrentarse a los invasores quienes no rehuyeron el combate de tal manera que el encuentro se dio no muy largo de Cartago.
La batalla entre ambos ejércitos resultó en una nueva y rotunda victoria para los vándalos en la que, incluso, llegaron a capturar a parte del estado mayor de Aspar, entre ellos, a Marciano quien gobernaría el Imperio oriental entre 450 y 457. Las fuerzas imperiales se retiraron a Cartago donde se hicieron fuertes mientras que Genserico pudo establecer a su pueblo en la, prácticamente, abandonada Hipona.

### Tratado de paz

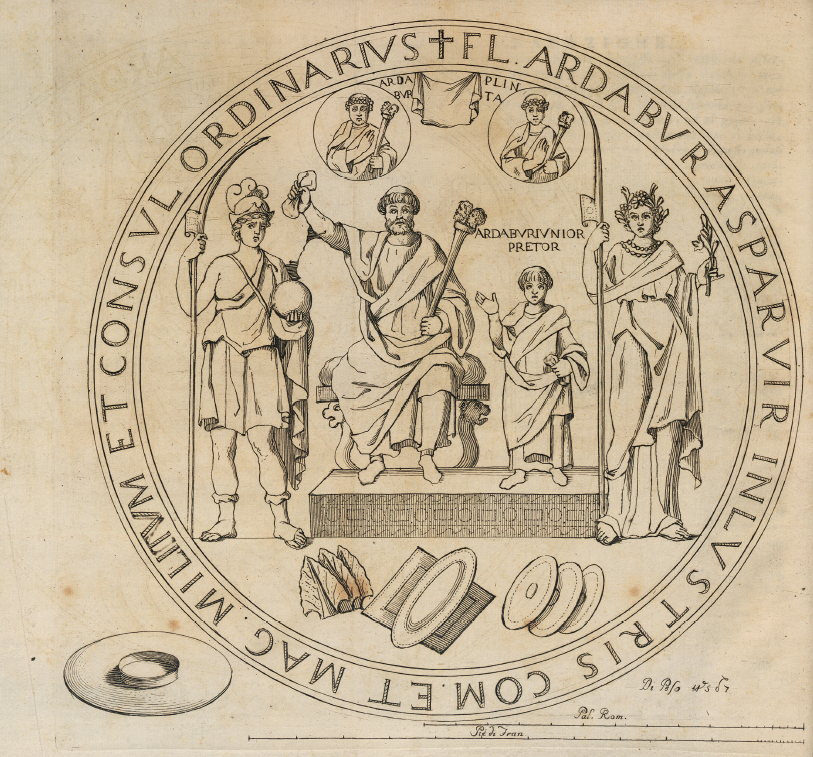
Imagen de Aspar. Comandó la ayuda del Imperio oriental y acordó con Genserico el tratado de paz que puso fin a la guerra.

Casi al tiempo de la derrota romana, las intrigas políticas dentro del gobierno de Rávena supusieron un debilitamiento adicional para las fuerzas imperiales: Bonifacio fue ascendido a magister militum y patricio por iniciativa de Gala Placidia para contrarrestar la creciente influencia de Aecio. Aquel abandonó, entonces, Cartago con el resto de sus bucelarios visigodos y se dirigió a Italia para afirmar su nueva posición. Las tropas remanentes quedaron bajo el mando de Aspar quien, a pesar de ser un militar oriental, fue reconocido con el nombramiento de cónsul occidental para el año 434.
Pasaron tres años desde la contundente victoria de los vándalos sin que hubiese cambios en el status quo. Bien protegidos y abastecidos en Cartago, el ejército imperial era inatacable para Genserico a la vez que la superioridad militar de los invasores hacía imposible cualquier acción contra ellos por parte de Aspar mientras no llegasen refuerzos. Estos no eran posibles por parte del Imperio occidental debido a que tenía que defenderse en la Galia frente a los visigodos, los burgundios y bagaudas. Por parte del oriental, la amenaza de los hunos junto al Danubio no solo le impidió más asistencia militar sino que hizo necesario que Aspar regresase con sus tropas.
Genserico vio su oportunidad y ofreció a los romanos un acuerdo de paz que permitiese marchar al ejército oriental a cambio de legitimar la posesión del territorio que ya controlaban los invasores. De este modo, durante la segunda mitad de 434 se llegó un compromiso que daba a los vándalos el estatus de federados del Imperio y se les reconocía el control del norte de la provincia de Numidia con los añadidos la parte este de Mauritania Sitifense y la parte oeste de África Proconsular incluyendo la ciudad de Hipona donde quedó establecida su capital. Ellos, a cambio, renunciaron a atacar el resto del territorio bajo control romano y se comprometieron a pagar un tributo. Concluido el acuerdo, el ejército oriental abandonó Cartago a finales de 434 y retornó a Constantinopla. El emisario del gobierno occidental, Trigecio, arribo a Cartago y firmó formalmente el tratado con Genserico el 11 de febrero de 435.

## Consecuencias y acontecimientos posteriores
Para el Imperio occidental la invasión vándala supuso un gran quebranto militar y económico ya que además de la pérdida de efectivos militares, los ingresos que proporcionaba la diócesis se redujeron considerablemente. Sin capacidad militar para responder a corto plazo debido a los problemas en la Galia, consideraron que mantener la parte más rica y el puerto de Cartago, les daba un margen temporal para recuperar su control completo tan pronto como la situación en la Galia se hubiese estabilizado.
Los vándalos y alanos, por su parte, obtuvieron un acomodo legal dentro de la estructura imperial y pudieron recomponer sus fuerzas. Aprovecharon los años siguientes para crear una armada en el puerto de Hipona y tan solo tres años después del acuerdo de paz, en 438, lanzaron un ataque de saqueo contra Sicilia sin que el Imperio pudiese responder militarmente. A esto siguió su principal golpe: la toma sorpresiva de Cartago el siguiente año 439 que dio inicio a otra guerra contra el Imperio occidental que finalizó con una nueva victoria vándala.
La importancia económica de la diócesis de África hizo que el Imperio occidental no cesara en sus intentos de recuperarla aunque, siempre, el genio de Genserico consiguió impedirlo. El estrepitoso fracaso de la última de ellas, emprendida en 468 junto al Imperio oriental, lo condenó a su desaparición apenas ocho años después.